# جانبييرو كومبي
جانبييرو كومبي (بالإيطالية:  Gianpiero Combi)‏ (20 نوفمبر 1902 في تورينو – 12 أغسطس 1956 في تورينو) لاعب كرة قدم إيطالي راحل، كان يجيد اللعب في مركز حارس مرمى .
لعب طوال مسيرته الرياضية في نادي يوفنتوس (1921-1934) .
لعب لصالح منتخب إيطاليا 47 مباراة دولية من دون تسجيل أي هدف وقد شارك في بطولة كأس العالم لكرة القدم 1934 التي أقيمت في إيطاليا .

## مسيرته الكروية
لعب جانبييرو كومبي خلال مسيرته الاحترافية مع نادِ واحدٍ في ثلاثة عشر موسمًا ولم يسجل خلالها أي هدف ضمن 351 مباراة. ولم يفز بأي موسم بالكأس وفاز في خمسة مواسم بالدوري.
خاض جانبييرو كومبي مسيرته مع نادي يوفنتوس في موسم 1921–22 ليلعب معه ثلاثة عشر موسمًا، مشاركًا في 351 مباراة ولم يسجل أي هدف.

## روابط خارجية
- جانبييرو كومبي على موقع الاتحاد الدولي (مؤرشف)  (الإنجليزية)
- جانبييرو كومبي على موقع قاعدة بيانات كرة القدم.إي يو (الإنجليزية)
- جانبييرو كومبي على موقع ناشيونال فوتبول تيمز (الإنجليزية)
- جانبييرو كومبي على موقع عالم كرة القدم.نت (الإنجليزية)
- جانبييرو كومبي على موقع أوليمبيديا (الإنجليزية)
- جانبييرو كومبي على موقع اللجنة الأولمبية الإيطالية (الإيطالية)